# All Day and a Night
All Day and a Night ist ein US-amerikanisches Filmdrama aus dem Jahr 2020 mit Ashton Sanders und Jeffrey Wright in der Hauptrolle. Regie führte Joe Robert Cole, der auch das Drehbuch verfasste. Premiere hatte er am 1. Mai 2020.

## Handlung
Jakhor Abraham Lincoln ist ein Rapper, der im Oakland-er Ghetto aufwächst. Die Perspektiv- und Hilflosigkeit sowie die prekären Verhältnisse im Ghetto führen zu unklugen Entscheidungen und bringen ihn letztlich ins Gefängnis. Dort reflektiert Jakhor über Ereignisse, die einen unschuldigen Jungen auf den Weg eines Kriminellen bringen. Sein Werdegang ähnelt dem seines Vaters, trotz seiner Bemühungen einen besseren Weg einzuschlagen.

## Besetzung und Synchronisation
Die deutsche Synchronisation entstand nach einem Dialogbuch und unter der Dialogregie von Jan Fabian Krüger.
| Rolle                  | Darsteller              | Synchronsprecher         |
| ---------------------- | ----------------------- | ------------------------ |
| Asia                   | Aaliyah Palmer          | Lara Brieger             |
| Big Stunna             | Yahya Abdul-Mateen II   | Johann Fohl              |
| Cece                   | Cydnee Berry            | Annabelle Mandeng        |
| Chantelle              | Jazmin Monee' Brehaut   | Carolin Brunk            |
| Delanda                | Kelly Jenrette          | Daniela Hoffmann         |
| Det. Brown             | Anthony Cistaro         | Johannes Berenz          |
| Jahkor (jung)          | Jalyn Hall              | Marcello Renne           |
| Jahkor Abraham Lincoln | Ashton Sanders          | Nico Sablik              |
| James Daniel Lincoln   | Jeffrey Wright          | Oliver Siebeck           |
| Kim                    | Andrea Ellsworth        | Luisa Casper             |
| La-Trice               | Rolanda D. Bell         | Juliane 'Maju' Schöttler |
| Lamark                 | Christopher Meyer       | Dag-Alexis Kopplin       |
| Lamark (jung)          | Ramone Hamilton         | Matti Östen Solvik       |
| Leslie                 | Nana O. Owusu           | Sabina Trooger           |
| Malcolm                | Stephen Barrington      | Lasse Dreyer             |
| Ms. Ferguson           | Baily Hopkins           | Anja Nestler             |
| Raalo                  | Kelechi Nwadibia        | Paul Matzke              |
| Ray Ray                | John Que                | Hanns Jörg Krumpholz     |
| Shantaye               | Shakira Ja'nai Paye     | Franziska Endres         |
| T.Q.                   | Isaiah John             | Dennis Sandmann          |
| T.Q. (jung)            | Kaleb Alexander Roberts | Max Schmidtke            |
| Thug'Ish TRex          | James Earl              | Sven Brieger             |
| Tommetta               | Regina Taylor           | Anke Reitzenstein        |
| Winter                 | Zoe Foulks              | Ronja Peters             |

## Auszeichnungen
Artios Awards 2021
- Nominierung in der Kategorie Low Budget – Komödie oder Filmdrama[2]